# Axe (gruppo musicale)
Gli Axe erano un gruppo musicale hard rock statunitense originario della Florida e fondato nel 1979.

## Storia del gruppo
Fondati come Babyface con Edgar Riley alla voce, Bobby Barth chitarrista, Mike Turpin bassista e Teddy Mueller alla batteria, il gruppo cambiò nome in Axe nel 1979 con l'ingresso del secondo chitarrista Michael Osborne. Sotto contratto con la MCA Records, pubblicarono l'album d'esordio omonimo nello stesso anno, ottenendo attenzioni per l'allora inedito intreccio di chitarra e tastiera nelle parti melodiche.
Dopo Axe, nel 1980 fu pubblicato il seguito Living On The Edge, a cui seguì nel 1982 e sotto la Atco Offering, disco che incluse il celebre brano Rock n' Roll Party In The Streets e che vide la prima apparizione del nuovo bassista Wayne Haner. La band partì in tour con Scorpions, Judas Priest, Ozzy Osbourne, ZZ Top e Iron Maiden.
Dopo un quarto album, Nemesis, e un tour con i Mötley Crüe nel 1984, il chitarrista Michael Osborne morì in un incidente stradale che lasciò anche ferito in modo serio Bobby Barth, il quale si riprese dopo un anno di convalescenza, lasciando gli Axe e unendosi ai Blackfoot. La band perciò si sciolse.
La reunion arrivò nel 1997 con Bob Harris alla voce, Barth alla chitarra, Edgar Riley alle tastiere e Teddy Mueller alla batteria, con l'aggiunta del bassista Blake Eberhard. Dopo un album di ri registrazioni di vecchi pezzi intitolato Axe (Twenty Years From Home), nel settembre la band pubblicò un nuovo disco, V.
Per l'album del 2001 The Crown, il gruppo ingaggiò il chitarrista Danny Masters e il batterista Christian Teele. Dopo questa uscita, i componenti della band si dedicarono a diversi progetti esterni. Il gruppo è comunque tuttora attivo in sede live.

## Formazione

### Formazione attuale
- Brad Banhagel - chitarra, voce
- Bob Harris - voce, tastiera
- Scott Misner - batteria
- David Landes - chitarra
- Gerald Berger - basso
- Paul Byron - tastiera

### Ex componenti
- Bobby Barth - chitarra, voce
- Edgar Riley - voce, tastiera
- Michael Osborne - chitarra
- Mike Turpin - basso
- Bob Harris - voce
- Blake Eberhard - basso

## Discografia
- Axe (1979)
- Living on the Edge (1980)
- Offering (1982)
- Nemesis (1983)
- V (1997)
- 20 Years From Home (1997)
- 20 Years From Home Volume II (1998)
- The Crown (2001)
- Live In America 1981 (2001)